# فرهنگ آوایی فارسی
فرهنگ آوایی فارسی کتابی از گیتی دیهیم است که در سال ۱۳۷۹ منتشر شد.

## محتوا
این کتاب الهام‌گرفته از اثری است که آندره مارتینه و هانریت والتر (زبان‌شناسان معاصر فرانسوی) در سال ۱۹۷۳ منتشر کردند. این دو زبان‌شناس، فرهنگی به نام فرهنگ تلفظ واقعی زبان فرانسه (به فرانسوی: Dictionnaire de la prononciation française dans son usage réel) منتشر کردند و در آن با فاصله گرفتن از شیوه‌های رایج ضبط تلفظ در فرهنگ‌ها، دیدگاه جدیدی در این زمینه شکل دادند. از نظر آنها، برخلاف آنچه قبلاً تصور می‌شد کلمه الزاماً یک شیوهٔ تلفظ ندارد و بسته به افراد مختلف ممکن است چند تلفظ داشته باشد. پس وقتی بخشی از سخنگویان یک زبان به‌عنوان افراد دارای تلفظ معیار انتخاب شدند هر نوع تلفظ آنها می‌تواند در واژه‌نامه‌ها ثبت شود و مورد تقلید قرار گیرد. این دو صاحبنظر معتقدند که فرهنگ‌نویس نباید تلفظ شخصی خود را به‌عنوان معیار ارائه کند. آنها با اجرای یک نظرخواهی در بین ۱۷ نفر پاریسی‌الاصل که از نخبگان فرهنگی محسوب می‌شدند، شیوه‌ای تازه پیش پای فرهنگ‌نویسان امروزی گذاشتند. دیهیم نیز با پژوهشی مشابه سعی کرده فرهنگی مبتنی بر نظرخواهی برای یافتن تلفظ واژه‌ها، چنان‌که مردم امروز آن را تلفظ می‌کنند (و نه بر اساس کتب قدما) تدوین کند.

## جوایز
این کتاب در مراسم کتاب سال جمهوری اسلامی ایران به‌عنوان کتاب شایسته تقدیر معرفی شد.

## نقد
امید طبیب‌زاده در مقاله‌ای کوتاه به این کتاب پرداخته‌است.